# Pajkovići
Pajkovići su naselje u općini Svetvinčenat u Istarskoj županiji. Nalazi se oko 3 kilometra od mjesta Svetvinčenta na pola puta od Pule do Pazina. Naselje je površine 2,5 četvorna kilometra. 

## Povijest
Selo Pajkovići nastalo je u vrijeme migracija (16. do 18.stoljeće) preseljavanjem stanovnika iz Dalmacije.
Selo Pajkovići ima 76 stanovnika koji nose prezimena: Pajković, Rojnić, Buršić, Zgrablić, Macan, Belas, Kliman, Zulijan. 
Stanovništvo se bavi poljoprivredom za vlastite potrebe.

## Stanovništvo
| broj stanovnika |       |       |       | 96    | 97    | 104   |       |       | 103   | 88    | 86    | 80    | 79    | 87    | 82    | 76    | 56    |
|                 | 1857. | 1869. | 1880. | 1890. | 1900. | 1910. | 1921. | 1931. | 1948. | 1953. | 1961. | 1971. | 1981. | 1991. | 2001. | 2011. | 2021. |

## Gospodarstvo
Stanovnici naselja se većinom bave poljoprivredom, stočarstvom i agroturizmom.

## Vanjske poveznice
- Stranica općine